# 淚NAMIDA淚
《淚 NAMIDA 淚》是日本歌手平野綾的第8張单曲，商品番號LACM-4531，2008年10月8日發售。

## 概要
- 總計第8張CD。
- 這CD發售當日也是平野綾的21歲生日。

## 收錄曲
1. 淚NAMIDA淚（日文：涙 NAMIDA ナミダ）
  - 作詞・作曲：淳君、編曲：平田祥一郎
  - 東京電視台系動畫《虎子》片尾曲 #1
2. WIN
  - 作詞・作曲：淳君、編曲：鈴木‘Daichi’秀行
3. 淚NAMIDA淚（Off Vocal）
4. WIN（Off Vocal）